# Ulrich von Hassell
Christian Ulrich von Hassell, född 12 november 1881 i Anklam, död den 8 september 1944 i Plötzenseefängelset, var en tysk diplomat. Efter andra världskrigets utbrott anslöt han sig till motståndsrörelsen mot Adolf Hitler.

## Biografi
Ulrich von Hassell gifte sig 1911 med Ilse von Tirpitz, dotter till storamiral Alfred von Tirpitz. 
Ulrich von Hassell ingick efter juridiska och officersutbildning 1909 i diplomattjänst. Under första världskriget inträdda han som officer men sårades von och blev kort därefter von Tirpitz privatsekreterare. Hassel blev 1920 legationsråd i Rom, 1921 generalkonsul i Barcelona, 1926 sändebud i Köpenhamn och 1930 i Belgrad.
Efter kriget gick von Hassell med i Tysknationella folkpartiet.
År 1932 utnämndes von Hassell till Tysklands ambassadör i Rom och året därpå inträdde han i NSDAP. Han kritiserade Antikominternpakten mellan Tyskland, Japan och Italien och menade att Tyskland istället skulle närma sig England. Efter Blomberg-Fritsch-affären i början av 1938 kallades von Hassell hem från Rom. Dagarna före krigsutbrottet var von Hassel verksam i Berlin som förbindelselänk mellan Nevile Henderson, Ernst von Weizsäcker och Hermann Göring i syfte att i sista stund förhindra krigsutbrottet.
Efter andra världskrigets utbrott 1939 knöt von Hassell kontakter med motståndsrörelsen mot Hitler. von Hassell utgjorde en förbindelselänk mellan å ena sidan Carl Friedrich Goerdeler och Ludwig Beck och Kreisaukretsen å den andra. Den 20 juli 1944 förövade höga officerare ett attentat mot Hitler i Wolfsschanze. Hitler överlevde och kuppen misslyckades. von Hassell greps av Gestapo en dryg vecka senare. Den 8 september 1944 dömdes han till döden av Folkdomstolen och avrättades samma dag.